# Савезничке војне мисије у Југославији
Савезничке војне мисије у Југославији за време окупације земље у Другом светском рату су послате од УК, САД и СССР.

## Британске војне мисије
- Двејн Тајлер "Бил" Хадсон (Duane Tyrell Hudson), предводио је прву британску војну мисију Булсај (септембар 1941), осим њега у мисији су били и три југословенска члана, мајори Мирко Лалатовић и Захарије Остојић и радио-телеграфиста Вељко Драгићевић.
- Пуковник Вилијем Хенри Бејли[1], шеф Британске мисије од 25. децембра 1942. до 27. септембра 1943.
- Бригадир Чарлс Армстронг, шеф Британске мисије од 27. септембра 1943. до 31. маја 1944.
- Потпуковник Џаспер Рутем (Jasper Rootham), официр за везу код Пилетића у Источној Србији /мај 1943-мај 1944/[2]
- Бригадни генерал Андерсон

Британске војне мисије при НОБ:
- Теренс Атертон, од јануара 1942, уз њега, мисију су чинили југословенски ваздухопловни поручник Недељковић и радиотелеграфиста, британски подофицир Патрик O’Донован. Мисија је априла 1942. напустила партизане у намери да оде у Михаиловићев штаб, али се Атертону и O’Доновану том приликом изгубио се сваки траг.
- У ноћи између 21. и 22. априла 1943. на слободну територију источне Босне и Лике спуштене су две британске мисије, сачињене од официра Канађана југословенског порекла. Прву, која је спуштена код Шековића, чинили су: Стеван Сердар, Милан Дружић и Јурај Диклић. Другу, која се спустила на Црначко поље у Лици чинили су: Петар Ердељац, Павле Павић и Александар Симић. Обе мисије упутила је Савезничка Врховна команда за Средоземље са седиштем у Каиру, без знања Владе Краљевине Југославије.
- у ноћи 18/19. маја, на слободну територију у Лици спуштена је мисија коју су чинили мајор Вилијем Џонс (William Jones) и капетан Ентони Хантер (Anthony Hunter). Хантер је остао у Главном штабу НОВ и ПО Хрватске, док је Џонс упућен за Словенију.
- Вилијем Стјуарт од маја 1943. и ускоро погинуо 9. јуна
- Фредерик Вилијем Дикин
- Бригадни генерал Фицрој Маклејн (Fitzroy Maclean), први пут од септембра 1943, други пут од јануара 1944.
  - Рандолф Черчил, учесник друге мисије Маклејна[1]

Капетан пољске армије Михаил Јакубовски Левандовски је био у саставу британске мисије у Источној Србији од јуна 1943. до погибије 11. децембра 1943.

## Америчке војне мисије
- Потпуковник Алберт Сајц
- Капетан Волтер Мејнсфилд[1]
- Пуковник Роберт Х. Мекдаул (Robert H. McDowell), шеф америчке војне мисије код Михаиловића од 26. августа до 1. новембра 1943.
- Ђорђе С. Мусулун, који је три пута скакао код Михаиловића[2]
- Капетан Ник (Никола) Лалић

## Совјетске војне мисије
- Николај Корњејев после Техеранске конференције од јануара 1944.
  - преводилац Владимир Зеленин